# Ixtacomitán 4.ª Sección
Ixtacomitán 4.ª Sección es una localidad del municipio de Centro ubicado en la subregión centro del estado mexicano de Tabasco.

## Geografía
La localidad de Ixtacomitán 4.ª Sección se sitúa en las coordenadas geográficas 17°54′52″N 92°57′54″O / 17.914444, -92.965000, a una elevación de 9 metros sobre el nivel del mar.

## Demografía
Según el Censo de Población y Vivienda 2020, efectuado por el Instituto Nacional de Estadística y Geografía, la localidad de Ixtacomitán 4.ª Sección tiene 317 habitantes, de los cuales 158 son del sexo masculino y 159 del sexo femenino. Su tasa de fecundidad es de 2.66 hijos por mujer y tiene 88 viviendas particulares habitadas.
| Gráfica de evolución demográfica de Ixtacomitán 4.ª Sección entre 1970 y 2020 |
|                                                                               |
| INEGI.                                                                        |